# 阿拉丁帕夏 (维齐尔)
阿拉丁帕夏是奥斯曼帝国的第一位大维齐尔。他父亲的名字为凯末尔丁，因此他有时也被称为“哈吉·凯末尔丁奥卢·阿拉丁帕夏”或“阿拉丁·本·哈吉·凯末尔丁”，含义为“哈吉·凯末尔丁的儿子”。他可能出身今土耳其安卡拉省的切恩德勒镇，该镇也是后来显赫的钱达尔勒家族的起源地。他是一名法基（精通伊斯兰法的人）。据信，他在奥斯曼一世在位时（可能是1320年）曾出任维齐尔，并持续到奥尔汗贝伊当政时期。在奥斯曼侯国早年的国家议会底万内仅有一位维奇尔，所以虽然他当时的头衔实际上并不是“大维齐尔”，但由于其职权等同于后来的大维齐尔，他因此被视为奥斯曼帝国的第一位大维齐尔。
他创立了奥斯曼帝国苏丹的第一支常备军，这支军队后来发展成了鄂圖曼近卫军。与早期的戴红帽子的突厥士兵相比，新成立的这支部队戴白帽子。阿拉丁担任大维齐尔直到1333年。

## 轶事
一些资料称阿拉丁帕夏是奥尔汗的兄弟。虽然奥尔汗一世有一个被称为阿拉丁帕夏的兄弟，兄弟阿拉丁和维奇尔阿拉丁通常不被认为是同一人。

## 参加
- 奥斯曼帝国大维齐尔